# Pour le Mérite (фильм)
«Пур ле мерит» (нем. Pour le Mérite) — немецкий пропагандистский художественный фильм, снятый режиссёром Карлом Риттером 1938 году на киностудии Universum Film AG. Премьера состоялась 22 декабря 1938 года.

## Сюжет
Идея кинофильма — подтверждение легенды об ударе ножом в спину, теории заговора, объяснявшей поражение Германии в Первой мировой войне, утверждение права незаконного вооружения вермахта в межвоенный период.
Действие фильма происходит во время Первой мировой войны. Он изображает немецких ветеранов как пионеров национал-социализма в Германии.
Фильм состоит из эпизодов, в центре которых судьба офицеров люфтваффе Фабиана, Пранка, Мебиуса и Гердеса. Участвуя в различных воздушных боях, они одерживают многочисленные воздушные победы, но этом теряют друзей-членов эскадрильи.

## В ролях
- Пауль Хартман — капитан Пранк
- Герберт Бёме — обер-лейтенант Гердес
- Альберт Хен — лейтенант Фабиан
- Пауль Отто — майор Виссман / Кофл
- Фриц Камперс — Мебиус
- Вилли Роуз — рядовой Краузе
- Ютта Фрейбе — Изабель Пранк
- Гизела фон Колланд — Анна Мебиус
- Карста Лёк — Герда
- Хайнц Вельцель — лейтенант Ромберг
- Вольфганг Штаудте — лейтенант Эллерман
- Вальтер Блюм — гусар
- Хайнц Энгельман — кирасир
- Иоахим Раке — лейтенант Хойзер
- Генрих Шрот — Столуфт
- Вальтер Лик — дезертир
- Реджинальд Паш — американский офицер
- Андре Жермен — французский офицер
- Эльза Вагнер — мать Фабиана
- Эрнст Дернбург — директор тюрьмы и другие.